# Enrique Martín Sánchez
Enrique Martín Sánchez, meglio noto come Quique Martín, (Avilés, 29 dicembre 1972) è un ex calciatore spagnolo, di ruolo attaccante.